# Patripassianism
Patripassianism (av latin pater, "fader", och senlatin passio, "lidande") är en kristologisk term, myntad av Tertullianus på 200-talet.
Under 200-talet rasade lärostrider om Treenigheten och de olika personernas förhållande till varandra. Patripassianismens anhängare identifierade Sonen med Fadern och hävdade, att Fadern hade lidit döden på korset tillsammans med Sonen. Patripassianismen är intimt förknippad med sabellianismen, som också kommer mycket nära att identifiera Fadern med Sonen.
En av föreställningens namngivna företrädare var Noetus, presbyter i Mindre Asien under 220-talet, som exkommunicerades som kättare till följd av häftig kritik från Hippolytus.